# RAPS
RAPS (ang. Remote Auxiliary Power System) – urządzenie dla żołnierzy piechoty armii USA, skonstruowane przez inżynierów Sił Powietrznych, pozwalające na łatwe i szybkie podłączenie się do napowietrznych linii wysokiego napięcia. Szefem zespołu badawczego był inżynier Dave Coates z laboratorium w Dayton w stanie Ohio. 

## Zastosowanie
Na polu walki coraz częściej wykorzystuje się urządzenia korzystające z energii elektrycznej, takie jak np. laptopy, odbiorniki GPS lub telefony satelitarne. W tym celu żołnierze muszą dbać, aby urządzenia te były w ciągłej gotowości – w tym, aby miały naładowane baterie. Armia najczęściej do tego celu wykorzystuje przenośne akumulatory, ale i one mogą się wyczerpać, zwłaszcza podczas długich misji. Aby tego uniknąć, skonstruowano przenośny zestaw do ładowania urządzeń i akumulatorów bezpośrednio z linii wysokiego napięcia.

## Budowa i zasada działania
Kompletny zestaw RAPS składa się m.in. ze specjalnego haka (nazwanego Bat Hook), który trzeba zarzucić na linię. Hak wyposażony jest w ostrze, które w razie potrzeby przecina izolację i umożliwia przepływ prądu. W skład zestawu wchodzi również długi kabel, łączący hak z przeznaczonym do naładowania urządzeniem. Ponadto do kabla zamocowany jest konwerter, który zamienia prąd zmienny z linii na prąd stały, potrzebny urządzeniom wykorzystywanym przez oddziały wojska. Cały system został tak skonstruowany, aby można było z niego bezpiecznie korzystać w różnych warunkach atmosferycznych i przy każdej pogodzie. Urządzenie było testowane również pod wodą i stwierdzono, że nawet w tej sytuacji użytkownikowi RAPS nie grozi niebezpieczeństwo porażenia prądem.